# New Zealand Journal of Botany
La New Zealand Journal of Botany (« Journal de botanique de Nouvelle-Zélande ») est une revue trimestrielle fondée en 1963.

## Historique
Le premier numéro de la revue paraît en mars 1963.

## Administration et ligne éditoriale
Le New Zealand Journal of Botany est une revue scientifique à comité de lecture. Les sujets qu'elle publie portent sur la botanique, mais aussi la mycologie et la phycologie. L'aire d'étude comprend bien évidemment la Nouvelle-Zélande, mais aussi l'Australie, l'Afrique australe, l'Amérique du Sud et de manière plus générale l'Hémisphère sud,.
En 2022, le rédacteur en chef est Christopher Lusk.